# Donaubanaat

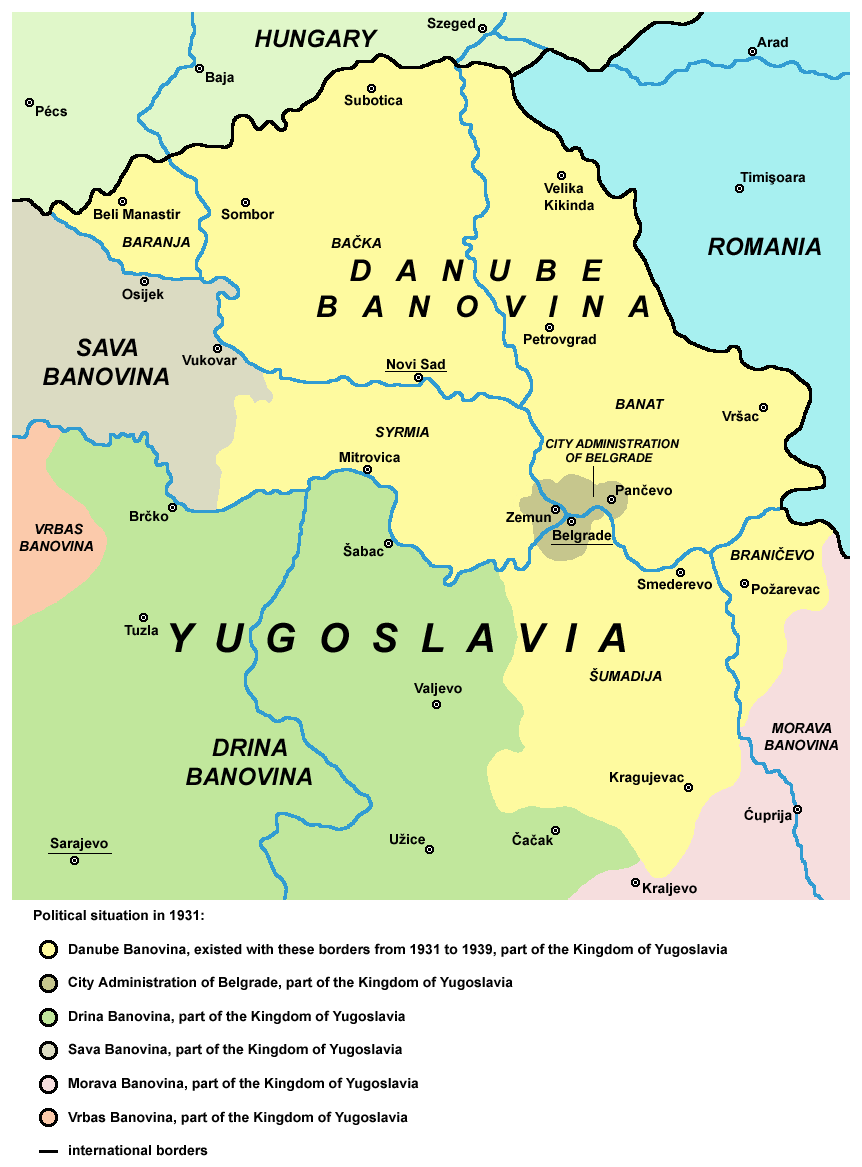
Het Donaubanaat

Het Donaubanaat (Servisch en Kroatisch: Дунавска бановина of Dunavska banovina, Hongaars: Dunai Bánság, Duits: Donau-Banschaft) was een provincie (banovina) van het Koninkrijk Joegoslavië tussen 1929 en 1941. De provincie omvatte Syrmië, Bačka, Banat, Baranja, Šumadija, and Braničevo. De provincie werd vernoemd naar de rivier de Donau. De hoofdstad was Novi Sad.

## Geschiedenis
Toen in 1939 het banaat van Kroatië gevormd werd, werden de districten Šid en Ilok overgeheveld van het Donaubanaat naar het nieuwe banaat.
In 1941, tijdens de Tweede Wereldoorlog, bezetten de asmogendheden het banaat. Bačka en Baranja werden bij Hongarije gevoegd en Syrmië bij de Onafhankelijke Staat Kroatië. De overgebleven deel werd bij Servië gevoegd, als onderdeel van het door Nazi-Duitsland bezette Servië.
Na de oorlog werd de regio hersteld onder de naam Vojvodina. De nieuwe provincie omvatte Syrmië, het Banaat en de Bačka. Baranja viel nu onder de Volksrepubliek Kroatië en Šumadija en Braničevo gingen naar Centraal-Servië.

## Bans van het Donaubanaat
- Daka Popović (1929-1930)
- Radoslav Dunjić (1930)
- Svetomir Matić (1930-1931)
- Milan Nikolić (1931-1933)
- Dobrica Matković (1933-1935)
- Milojko Vasović (1935)
- Svetislav Paunović (1935-1936)
- Svetislav Rajić (1936-1939)
- Jovan Radivojević (1939-1940)
- Branko Kijurina (1940-1941)
- Milorad Vlaškalin (1941)